# Mesocetus agrami
Zagrebački kit (lat. Mesocetus agrami) izumrla je vrsta kitova usana za koju se smatra da je živjela u miocenu, prije otprilike 11,608 − 7,246 milijuna godina.

## Rasprostranjenost
Ostatci ove vrste pronađeni su samo u Bosni i Hercegovini te Hrvatskoj. U Bosni i Hercegovini nađeni su na četirima lokalitetima: Knežica kraj Bosanske Dubice, Šargovac kraj Banje Luke te Dažnica i Kalenderovci, oboje kraj Dervente, dok su u Hrvatskoj pronađeni samo u zagrebačkome kvartu Podsused s ostatcima vrste Heterodelphis croatica i neidentificirane vrste roda Champsodelphis.

## Opis
Primjerak ove vrste otkriven u podsusedskome laporu u 19. stoljeću bio je, smatra se, mlad, a njegova je dužina iznosila oko šest metara.

## Povijest
Prema Ljudevitu Vukotinoviću ostatke zagrebačkoga kita najvjerojatnije je prikupio Mijat Sabljar u Podsusedu. Ostatke zagrebačkog kita koji su se nalazili u depou tadašnjeg Narodnog muzeja Gjuro Pilar poslao je belgijskom zoologu i paleontologu Pierre-Josephu van Benedenu. Poslano je jedanaest kostiju među kojima su: stražnji dio lubanje, razni kralješci, fragment rebra te dio čeljusti i slušnoga aparata. Pierre-Joseph van Beneden ustanovio je da je riječ o novoj vrsti roda Mesocetus koju je nazvao Mesocetus agrami, po Agramu, njemačkomu imenu za Zagreb.
Godine 2001. postavljena je rekonstrukcija zagrebačkoga kita Zdenka Šlibara s uklopljenim odljevcima prvotno otkrivenih kostiju koje je napravio restaurator Slavimir Slaviček u blizini područja gdje je zagrebački kit bio prvotno otkriven.

## Spomen
Zagrebački kit motiv je markice Zlatka Kesera u izdanju Hrvatske pošte iz 2016.

## Vanjske poveznice
- Moj kvart – Mesocetus agrami ponovo pliva